# Носимий комп'ютер

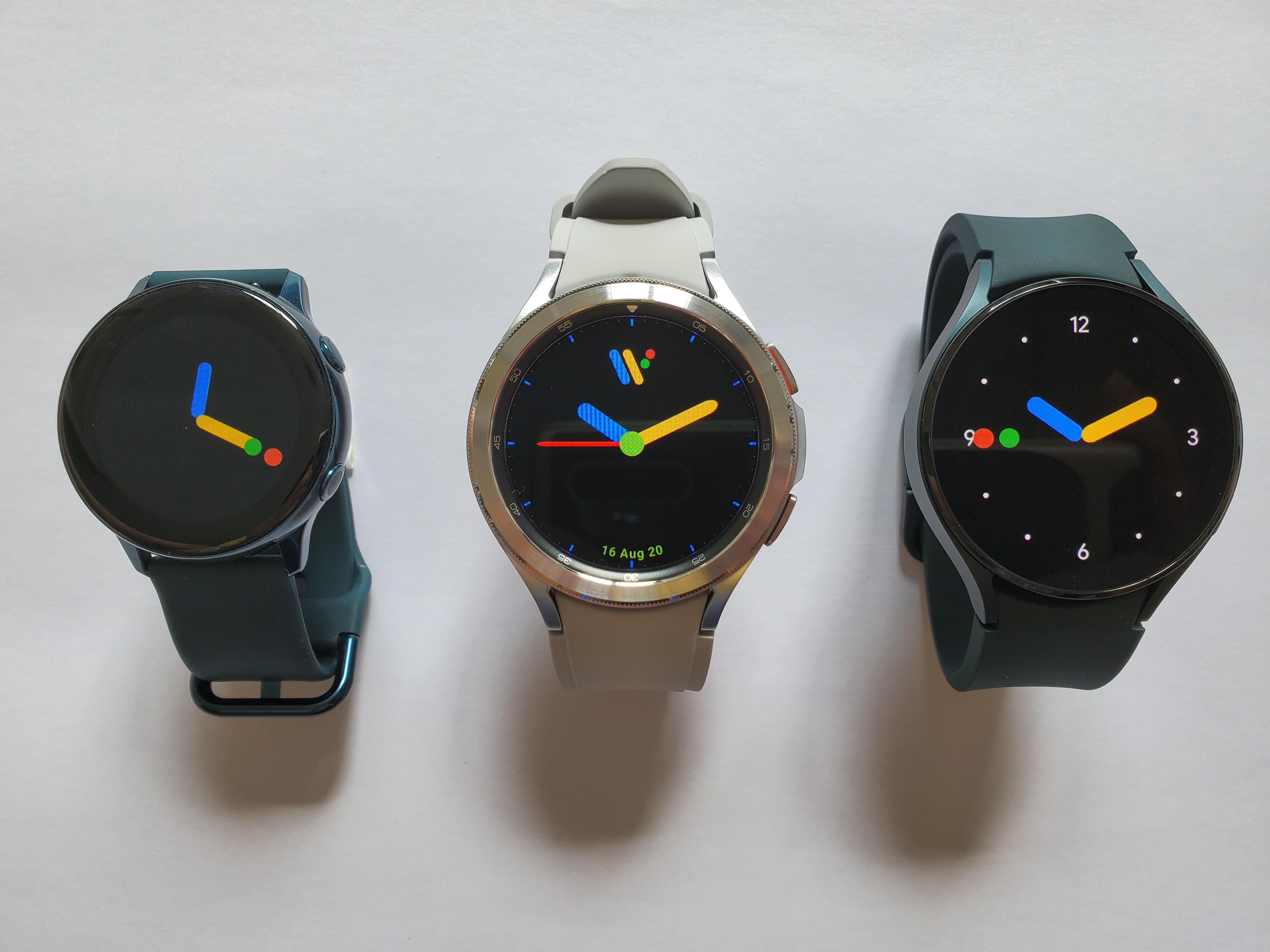
Розумний годинник

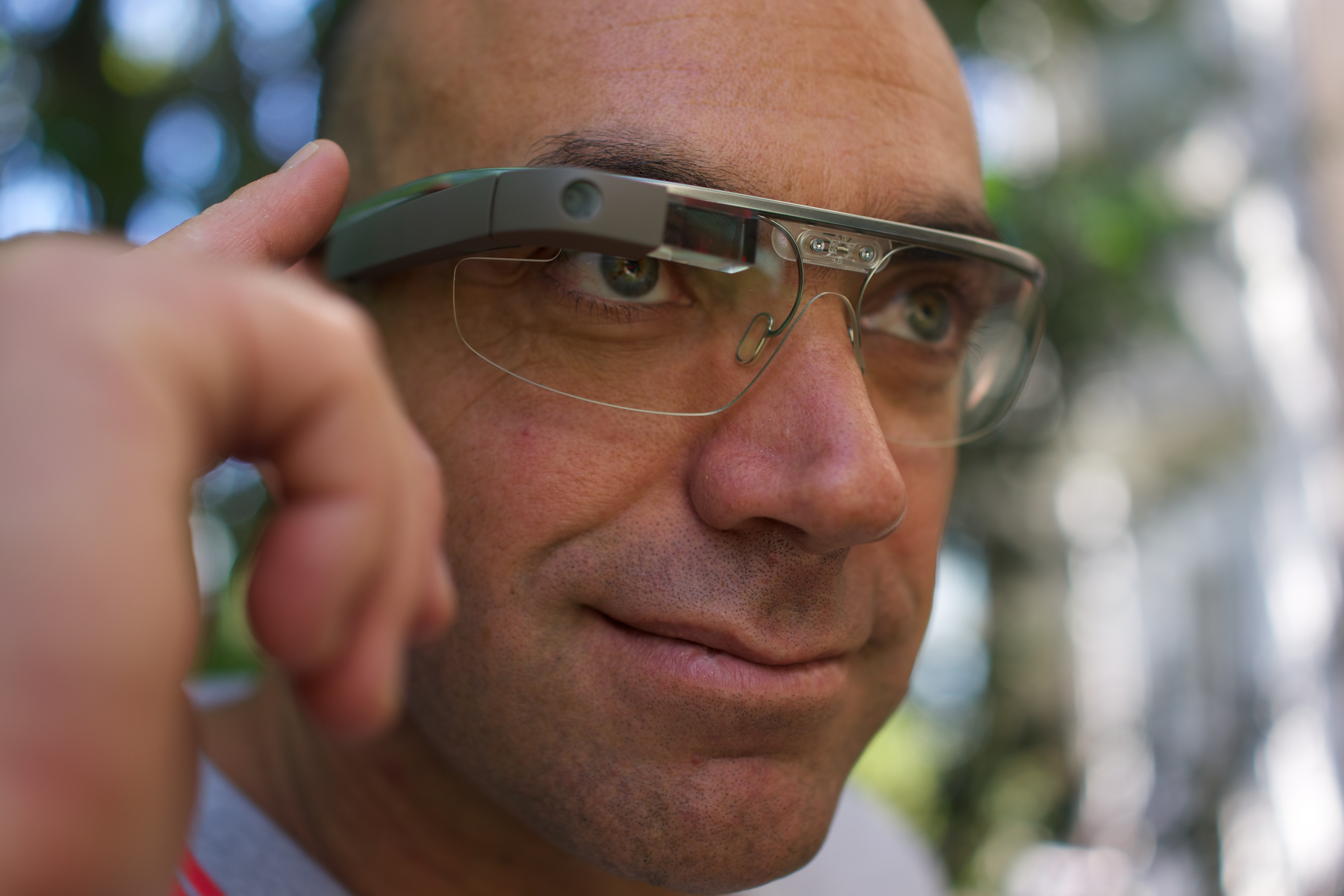
Google Glass

Натільний комп'ютер (гаджет) — мініатюрний електронний пристрій, який носять на тілі або на одязі. Цей клас мобільних технологій був розроблений для загальних або спеціальних застосувань інформаційних технологій та засобів масової інформації. Мобільні комп'ютери особливо корисні для додатків, які вимагають більш складної обчислювальної підтримки, ніж просто апаратна кодована логіка. Найбільш передбачувана наукова область застосування — медичні працівники та військові (наприклад тестований в армії США Land Warrior).
Один з варіантів натільного комп'ютера — так звані «Інтерактивні окуляри» (певної назви немає), діючий зразок яких створив американський винахідник Стів Менн. Пристрій являє собою міні-комп'ютер з вебкамерою, сканером і доступом в інтернет. Зображення в цьому випадку проектується на внутрішню частину окулярів. Розважальні можливості доповненої реальності такого пристрою досить широкі: впізнання осіб оточуючих людей і порівняння їх з фотографіями друзів облікового запису в соціальній мережі; відображення найкоротшого шляху для автомобілістів тощо.